# Крестьянка (Красноосельська сільрада)
Крестьянка (рос. Крестьянка) — селище в Лисковському районі Нижньогородської області Російської Федерації.
Населення становить 9 осіб. Входить до складу муніципального утворення Красноосельська сільрада.

## Історія
Від 2009 року входить до складу муніципального утворення Красноосельська сільрада.

## Населення
| 2002 | 2010 |
| ---- | ---- |
| 9    | →9   |